# Brasilocerus nigrofasciatus
Brasilocerus nigrofasciatus är en skalbaggsart som först beskrevs av Maurice Pic 1915.  Brasilocerus nigrofasciatus ingår i släktet Brasilocerus och familjen Phengodidae. Inga underarter finns listade i Catalogue of Life.